# Venom (hudební skupina)
Venom je anglická heavymetalová skupina založená v roce 1978 v Newcastle upon Tyne. Její hudba byla ovlivněna různými hardrockovými, punkovými a heavymetalovými skupinami jako Judas Priest, Sex Pistols, Kiss nebo Motörhead. Venom svojí hudbou, stejně jako image, výrazným způsobem ovlivnili death metalové, blackmetalové a thrash metalové skupiny. Například Mayhem, Slayer, Metallica, Megadeth, Anthrax, Death, Testament, Hellhammer, Exodus, Eudoxis a Morbid Angel uvádějí Venom jako jeden ze svých hlavních inspiračních zdrojů.
Jejich hudba je blíže ke speed metalu, texty a tématy písní (satanismus, peklo atd.) se ve své době výrazně odlišovaly od ostatních. Jejich první dvě nahrávky, Welcome to Hell z roku 1981 a Black Metal z roku 1982, vytyčily cestu pro ostatní black metalové skupiny. Druhé album se ukázalo jako natolik vlivné, že jeho název pojmenoval celý žánr - black metal; v důsledku toho byli Venom spolu s kapelami Mercyful Fate a Bathory součástí první vlny tohoto žánru.

## Sestava

### Současní členové
- Conrad „Cronos" Lant – basa, zpěv
- Danny „Dante" Needham – bicí
- Mike „Mykvs" Hickey – kytara

### Bývalí členové
- Jeffery „Mantas" Dunn – kytara
- Anthony „Abaddon" Bray – bicí
- Jim Clare – kytara
- Steve „War Maniac" White – kytara
- Alisdair Barnes – kytara
- Clive „Jesus Christ" Archer – zpěv
- Tony „Demolition Man" Dolan – zpěv, basa
- Alan Winston – basa
- Danny "Dante" Needham – bicí

## Diskografie
- 1981 – Welcome to Hell
- 1982 – Black Metal
- 1984 – At War with Satan
- 1985 – Possessed
- 1987 – Calm Before the Storm
- 1989 – Prime Evil
- 1991 – Temples of Ice
- 1992 – The Waste Lands
- 1997 – Cast in Stone
- 2000 – Resurrection
- 2006 – Metal Black
- 2008 – Hell
- 2011 – Fallen Angels
- 2015 – From the Very Depths
- 2018 – Storm the Gates